# Partisans judeus
Os Partisans judeus participaram do movimento de resistência judaica contra a Alemanha nazista e seus colaboradores durante a Segunda Guerra Mundial. A maioria destes lutaram militarmente em grupos nas florestas, devido ao facto que, enquanto partisans não-judeus poderiam regressar a casa de forma secreta, os judeus não tinham local para voltar, devido a perseguição nazi. Acredita-se que só na Europa Oriental, entre 20 a 30 mil judeus participaram em grupos partisans.

## História
Os grupos começariam a ser formados após a ocupação alemã da Polónia, com a fuga de judeus de campos de trabalho forçado e de extermínio. Ao longo da expansão alemã nos territórios da União Soviética, o número de guerrilheiros e grupos aumentou. Ao contrário da Europa Ocidental, onde a maioria dos judeus integrou-se em grupos de resistência locais, a criação de grupos partisans inteiramente judeus desenvolve-se devido ao grande antissemitismo sentido tanto na União Soviética como toda na região da Europa de Leste. A partir de 1943, com as vitórias da União Soviética sobre as forças do eixo, vários grupos seriam incorporados nas forças soviéticas (tanto partisans quanto militares), lutando até ao final da guerra. 
Muitos acabariam por emigrar para a Palestina após o final da guerra, onde lutariam na Guerra árabe-israelense de 1948.

## Grupos e Resistência
Vários grupos de Partisans judeus foram visualizados durante toda a guerra, como por exemplo os Partisans de Parczew, Partisans de Bielski, a União Militar Judaica e a Organização Judaica de Combate. Além destes grupos, 37 Paraquedistas judeus do Mandato da Palestina foram enviados para a Europa ocupada entre 1943 e 1945 por várias formas (especialmente lançamentos paraquedistas), que tinham como objetivo expandir a ação de resistência contra os alemães, resgatar soldados aliados capturados, cumprir atividades da Agência Judaica da Palestina e outras atividades.
A resistência judaica foi visualizada de várias formas. Além daqueles que lutaram militarmente contra as forças do eixo, existiram também aqueles que sabotavam armas e munição em fábricas de mão de obra forçada e aqueles que quebravam as regras nazis, ensinando crianças a ler e escrever hebraico, criando poemas sobre a resistência e realizando serviços de oração. Na Lituânia ocupada, a resistência judaica realizou vários ataques a linhas de trem alemãs, alegadamente causando 3,000 mortes e vários problemas para as logísticas de munição da região.

## Ligações Externas
- Jewish Partisan Education Foundation - JPEF (em inglês)
- Jewish Partisan Education Foundation - Jewish Partisan Comunity (em inglês)
- United States Holocaust Memorial Museum - Enciclopédia do Holocausto (em português)
- Jewish Virtual Library - Resistance to the Holocaust (em inglês)